# Derwent Reservoir (Derbyshire)
Pour les articles homonymes, voir Derwent.
Ne doit pas être confondu avec Derwent Reservoir (North East England).
Le réservoir de Derwent (Derwent Reservoir) est le deuxième de trois réservoirs situés dans la haute vallée de la Derwent, au nord-est du Derbyshire, en Angleterre.

## Situation géographique
Il se trouve à environ 16 km de Glossop et à 16 km de Sheffield. La rivière Derwent traverse d'abord le réservoir de Howden (en), puis le réservoir de Derwent et enfin le réservoir de Ladybower. Ils fournissent la quasi-totalité des eaux du Derbyshire, ainsi qu’à une grande partie du sud du Yorkshire et, plus loin, Nottingham et Leicester.

## Dimensions
Le réservoir de Derwent mesure environ 2 km de long et s'étend du nord au sud, avec le barrage Howden à son extrémité nord et le barrage de Derwent au sud. Une petite île se trouve près du barrage de Howden. Le ruisseau Abbey se jette dans le réservoir. À son apogée, le réservoir couvre une superficie de 70,8 hectares et, à son point le plus profond, a une profondeur de 34,7 mètres.

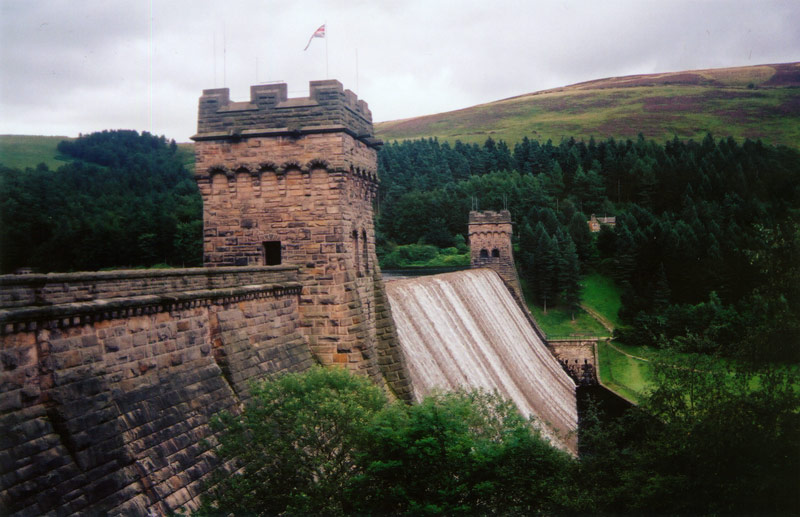
Le barrage.

## Histoire

### Seconde Guerre mondiale
Lors de la Seconde Guerre mondiale, en raison de sa similitude avec les barrages allemands, le barrage a servi de site d'entraînement pour effectuer les vols à basse altitude par les pilotes du No. 617 Squadron de la Royal Air Force lors de leur préparation pour l'opération Chastise (communément appelés les raids Dam Busters). Cette attaque, qui visait à ouvrir une brèche dans deux barrages allemands afin de priver d'eau les industries de la région de la Ruhr, a eu lieu le 17 mai 1943.